# Heliotropium ruiz-lealii
Heliotropium ruiz-lealii är en strävbladig växtart som beskrevs av Ivan Murray Johnston. Heliotropium ruiz-lealii ingår i Heliotropsläktet som ingår i familjen strävbladiga växter. Inga underarter finns listade i Catalogue of Life.